# San José (Costa Rica)
San José ist die Hauptstadt der Republik Costa Rica und die Hauptstadt der gleichnamigen Provinz. Sie liegt im Zentrum des Landes, genauer gesagt auf dem intervulkanischen Plateau namens Valle Central, und gehört vollständig zum gleichnamigen Kanton. Seine Metropolregion mit etwa 3.160.000 Einwohnern macht San José zum wichtigsten politischen, wirtschaftlichen und sozialen Zentrum des costa-ricanischen Territoriums sowie zum wichtigsten Knotenpunkt für Transport und Telekommunikation. Kulturell betrachtet kann man es fast ausschließlich mit europäischem Einfluss betrachten, der durch die Einwanderung (insbesondere aus Spanien und Italien) und die Kopplung von Strömungen entstanden ist, die seit dem Ende des 19. Jahrhunderts in Frankreich und Belgien entstanden sind. Dies lässt sich am Grundriss der Stadt erkennen, die rund um die heutige Kathedrale entstand, und später an ihrer Architektur.
San José liegt im Zentrum von Costa Rica in der Hochebene Valle Central 1170 Meter über dem Meeresspiegel. Nachdem sie noch 1950 nur 86.900 Einwohner gezählt hatte, wuchs die Stadt in der zweiten Hälfte des 20. Jahrhunderts sehr schnell.
In einer Rangliste der Städte nach ihrer Lebensqualität belegte San José im Jahre 2018 den 113. Platz unter 231 untersuchten Städten weltweit.

## Geschichte

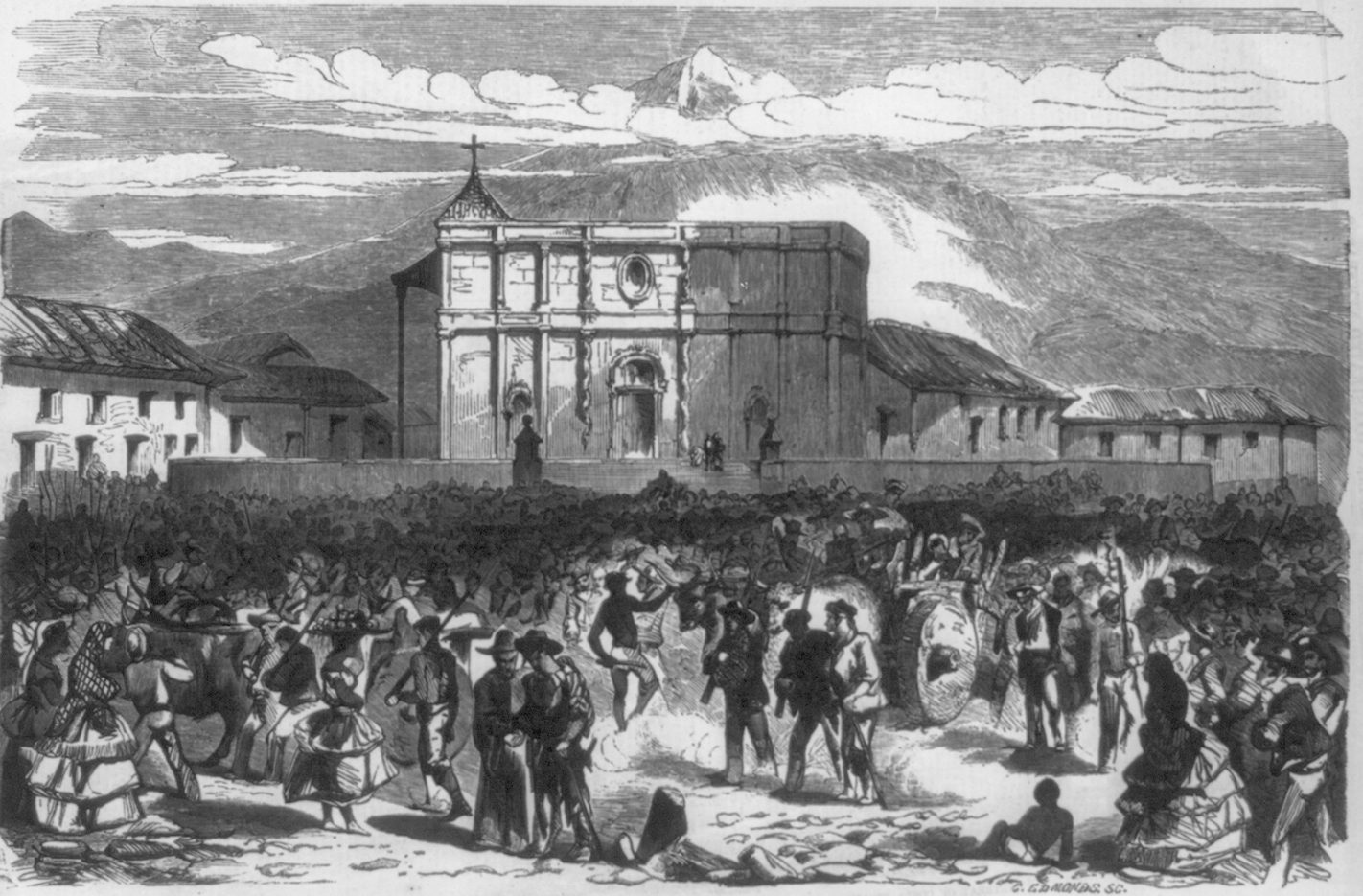
San José 1856

1736 wurde im Gebiet des heutigen San José auf Geheiß der Cabildo von León eine Kirche errichtet, wodurch die verstreuten Siedlungen der Region administrativ zusammengefasst wurden.
Bis 1824 war San José ein unbedeutendes kleines Dorf. In jenem Jahr entschied Costa Ricas erstes gewähltes Staatsoberhaupt, Juan Mora Fernández, den Regierungssitz aus der alten spanischen Hauptstadt Cartago zu verlegen und in einer neuen Stadt einen Neuanfang zu versuchen. Die Zeit war von großem Optimismus geprägt, in der erst seit kurzem unabhängigen Zentralamerikanischen Konföderation, von der Costa Rica damals eine Provinz war. Aufgrund ihrer Gründungszeit im 18. Jahrhundert hat San José wenig mit der Kolonialarchitektur der meisten anderen lateinamerikanischen Hauptstädte gemeinsam.
1843 wurde dort die Universität von St. Thomas (Universidad de Santo Tomás) gegründet, 1940 die Universität von Costa Rica. Von 1911 bis 1918 war die Stadt Sitz des Zentralamerikanischen Gerichtshofs.

## Demographie
San José hat eine vollständig städtische Bevölkerung (die auf kantonaler Ebene 7,7 % der Landesbevölkerung und 21,38 % der Provinzbevölkerung ausmacht). Derzeit leben Menschen aller ethnischen Gruppen und aller möglichen Mischungen in der Stadt, hauptsächlich Weiße und Mestizen spanischer und italienischer Herkunft. Darüber hinaus gibt es Afro-Nachkommen, Asiaten, eine große Gruppe von Einwanderern (hauptsächlich Lateinamerikaner, Amerikaner, Europäer und Chinesen).

## Sehenswürdigkeiten
- Mercado Central
- Teatro Nacional

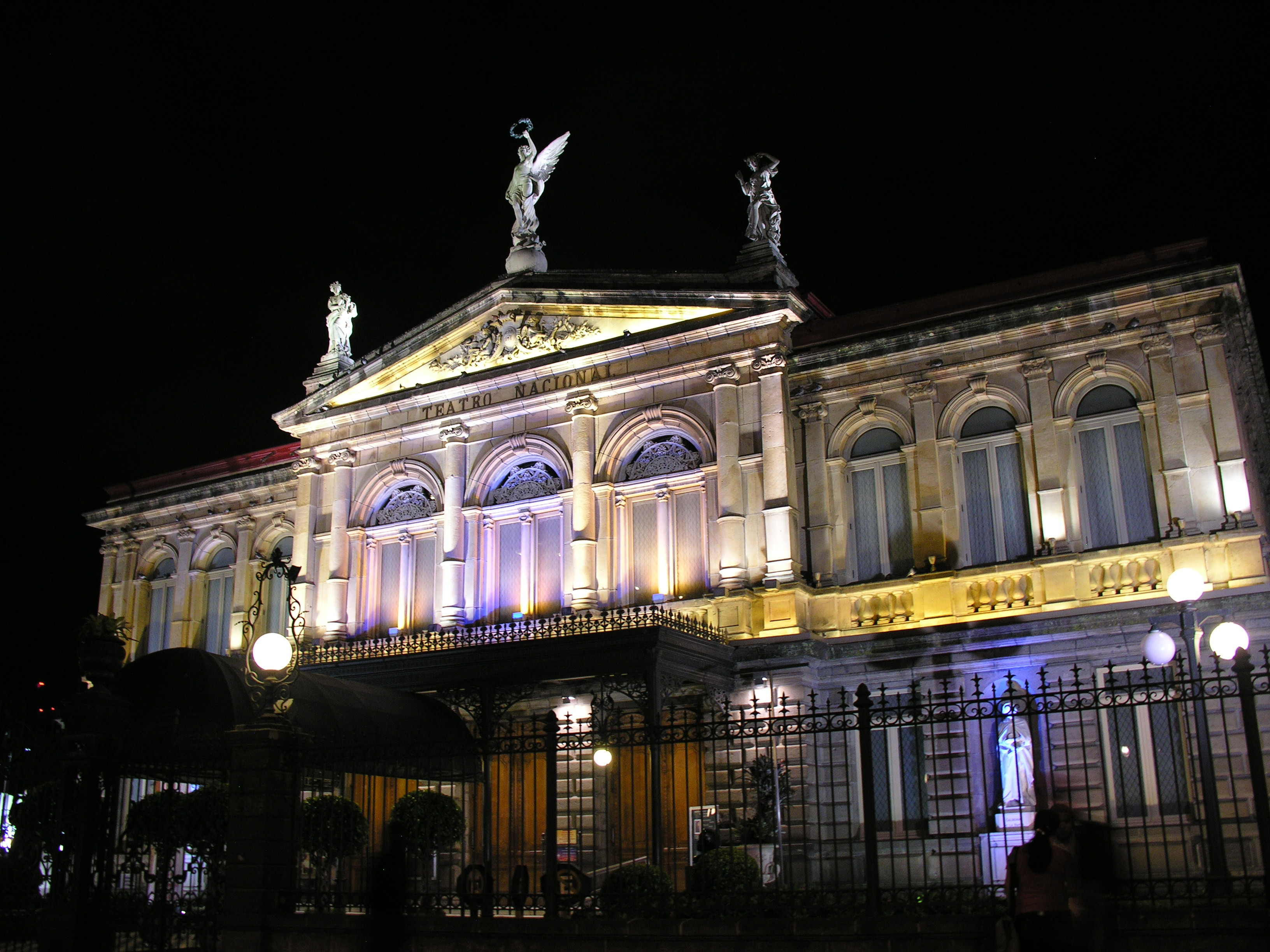
Teatro Nacional

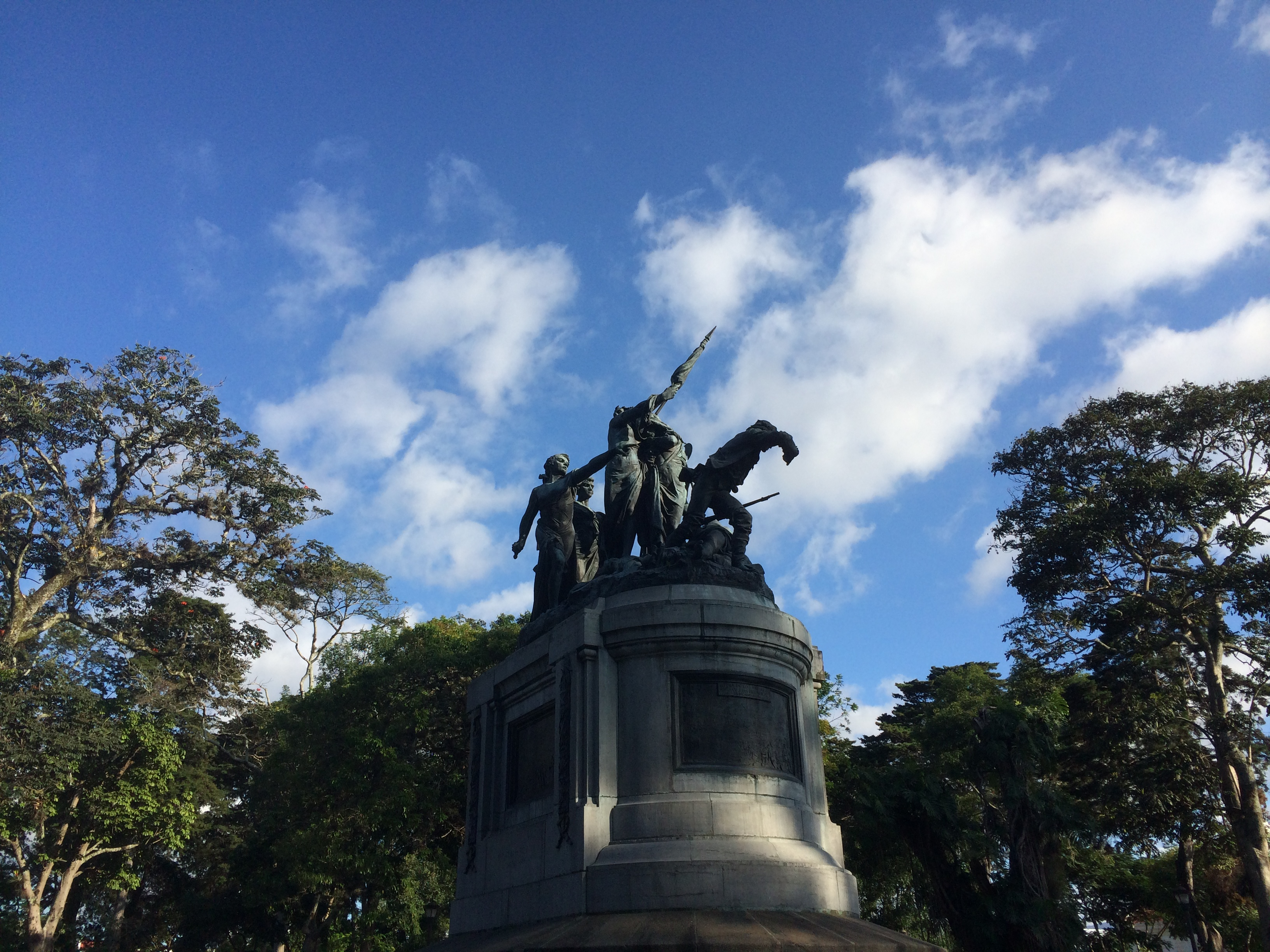
Nationalmonument von Costa Rica (Monumento Nacional de Costa Rica) von Louis-Robert Carrier-Belleuse.

- Nationalbibliothek von Costa Rica (Biblioteca Nacional Miguel Obregón Lizano)
- Nationalmonument von Costa Rica
- Nationalmuseum von Costa Rica
- Museos del Banco Central: Museo del Oro Precolombino, Museo de Numismática (Museen der Zentralbank für präkolumbianisches Gold und für Numismatik)
- Museo de Jade (Jademuseum)

## Wirtschaft
Die Stadt beheimatet die Wertpapierbörse des Landes - die Bolsa Nacional de Valores.

## Verkehr
Das alte Stadtzentrum ist im Schachbrettmuster angelegt. Die Avenidas verlaufen von Ost nach West, die Calles von Nord nach Süd. Die Avenidas nördlich der Avenida Central gelegenen sind mit ungeraden, die südlich gelegenen mit geraden Nummern versehen. Die Calles östlich der Calle Central sind mit ungeraden, die westlich gelegenen mit geraden Nummern gekennzeichnet. Theoretisches Stadtzentrum ist daher die Kreuzung Avenida Central/Calle Central.
Der öffentliche Verkehr wird mit Bussen von zentralen Haltestellen organisiert. Die meisten Stadtteile sind relativ gut erschlossen. Von zentralen Busbahnhöfen gibt es regelmäßige private Linien in alle anderen größeren Städte des Landes.
Am 11. August 2009 wurde ein moderner Bahnverkehr auf der ca. 10 Kilometer langen, zu diesem Zweck modernisierten Vorortstrecke nach Heredia in Betrieb genommen. Diese Strecke ist auch Teil eines geplanten Stadtbahnsystems.
Der internationale Flughafen Juan Santamaría liegt ca. 20 km nordwestlich der Stadt auf dem Gebiet der Stadt Alajuela.

## Söhne und Töchter der Stadt
- Juan Mora Fernández (1784–1854), Politiker
- Manuel Alvarado e Hidalgo (1784–1836), Priester und Staatschef von Costa Rica
- Manuel José Fernández Chacón (1786–1841), Jefe de Estado von Costa Rica
- Manuel Aguilar Chacón (1797–1845), Jefe de Estado von Costa Rica
- Juan Rafael Mora Porras (1814–1860), Präsident von Costa Rica
- José María Montealegre Fernández (1815–1887), Präsident von Costa Rica
- José Miguel Mora Porras (1816–1887), Präsident von Costa Rica
- José María Castro Madriz (1818–1892), Präsident von Costa Rica
- Vicente Herrera Zeledón (1821–1888), Präsident von Costa Rica
- Bruno Carranza Ramírez (1822–1891), Präsident von Costa Rica
- Próspero Fernández Oreamuno (1834–1885), Präsident von Costa Rica
- José Joaquín Rodríguez Zeledón (1838–1917), Präsident von Costa Rica
- Mauro Fernández Acuña (1843–1905), Minister für öffentliche Bildung und Bankdirektor
- Carlos Durán Cartín (1852–1924), Präsident von Costa Rica
- Rafael Yglesias Castro (1861–1924), Präsident von Costa Rica
- Federico Alberto Tinoco Granados (1868–1931), Präsident von Costa Rica
- Julio Fonseca (1885–1950), Komponist
- Vicente Sáenz (1896–1963), Journalist
- Rafael Ángel Calderón Guardia (1900–1970), Präsident von Costa Rica
- Teodoro Picado Michalski (1900–1960), Präsident von Costa Rica
- Rubén Odio Herrera (1901–1959), Geistlicher
- Fernando Centeno Güell (1907–1993), Schriftsteller
- Manuel Mora Valverde (1909–1994), Generalsekretär
- Mario Echandi Jiménez (1915–2011), Politiker
- José Joaquín Trejos Fernández (1916–2010), Politiker, Staatspräsident
- Abel Pacheco (* 1933), Präsident von Costa Rica
- Bernal Flores (* 1937), Komponist
- Jorge Murillo (* 1939), Bogenschütze
- Miguel Ángel Rodríguez Echeverría (* 1940), Präsident von Costa Rica
- José Sánchez (* 1941), Radrennfahrer
- Isabel Montero de la Cámara (* 1942), Diplomatin
- Miguel Ángel Sánchez (* 1943), Radrennfahrer
- Juan Wedel (1944–2013), Bogenschütze
- Luis González (* 1945), Bogenschütze
- José Manuel Soto (* 1946), Radrennfahrer
- José Eduardo Sancho Castañeda (* 1947), Politiker
- Alexander Salazar (* 1949), katholischer Geistlicher, emeritierter Weihbischof in Los Angeles
- Franklin Chang-Díaz (* 1950), Astronaut
- Humberto Brenes (* 1951), Pokerspieler
- Adrián Solano (* 1951), Radrennfahrer
- Humberto Solano (1951–2010), Radrennfahrer
- Samuel I. Stupp (* 1951), Chemiker, Materialwissenschaftler und Biotechnologe
- Giannina Facio (* 1955), Filmschauspielerin und Filmproduzentin
- Rebeca Grynspan (* 1955), Wirtschaftswissenschaftlerin
- Alejandro Cardona (* 1959), Komponist
- Laura Chinchilla (* 1959), Staatspräsidentin von Costa Rica
- Rodrigo Chaves Robles (* 1961), Politiker
- Vernor Muñoz (* 1961), Rechtsanwalt, Pädagoge und Philosoph
- Eduardo Kopper (* 1965), Skirennläufer
- Eliécer Feinzaig Mintz (* 1965), Wirtschaftswissenschaftler und Politiker
- Kattia Rivera Soto (* 1971), Politikerin
- Daniel Francisco Blanco Méndez (* 1973), Weihbischof in San José de Costa Rica
- Fabricio Alvarado Muñoz (* 1974), Politiker
- Rolando Fonseca (* 1974), Fußballspieler
- Luis Marín (* 1974), Fußballspieler
- Anastasia Acosta (* 1975), Schauspielerin und Model
- Daniel Ross Mix (* 1975), Filmschauspieler, Filmproduzent und Dokumentarfilmer
- Harold Wallace (* 1975), Fußballspieler
- Douglas Sequeira (* 1977), Fußballspieler
- William Sunsing (* 1977), Fußballspieler
- Pablo Chinchilla-Vega (* 1978), Fußballspieler
- Carlos Alvarado Quesada (* 1980), Politiker und Autor
- Leonardo González (* 1980), Fußballspieler
- Edgar Rodríguez Carranza (* 1982), Fußballtrainer
- Michael Umaña (* 1982), Fußballspieler
- María Marta Carballo Arce (* 1983), Politikerin
- Júnior Díaz (* 1983), Fußballspieler
- Randall Azofeifa (* 1984), Fußballspieler
- Gabriel Badilla (1984–2016), Fußballspieler
- Cristian Bolaños (* 1984), Fußballspieler
- Shirley Cruz Traña (* 1985), Fußballnationalspielerin
- Bali Rodríguez (* 1985), Model und Filmschauspielerin
- Bryan Ruiz (* 1985), Fußballspieler
- Andrey Amador (* 1986), Radrennfahrer
- Andrea Álvarez Marín (* 1986), Politikerin
- Allegra Pacheco (* 1986), Künstlerin, Fotografin
- Celso Borges (* 1988), Fußballspieler
- Valentina Maurel (* 1988), Filmemacherin
- Alejandro Ramírez (* 1988), Schachgroßmeister
- Rodney Wallace (* 1988), costa-ricanisch-US-amerikanischer Fußballspieler
- Kendall Waston (* 1988), Fußballspieler
- Diego Madrigal (* 1989), Fußballspieler
- José Mena (* 1989), Fußballspieler
- Christal O’Reilly Clashing (* 1989), Schwimmerin
- David Guzmán (* 1990), Fußballspieler
- Bryan Oviedo (* 1990), Fußballspieler
- Carolina Venegas (* 1991), Fußballspielerin
- Francisco Calvo (* 1992), Fußballspieler
- Gerald Drummond (* 1994), Leichtathlet
- Jose Pablo Gil (* 1995), Rollstuhltennisspieler
- Jimmy Marín (* 1997), Fußballspieler
- Gerson Torres (* 1997), Fußballspieler
- Anthony Contreras (* 2000), Fußballspieler
- Kenneth Vargas (* 2002), Fußballspieler
- Álvaro Zamora (* 2002), Fußballspieler
- Génesis Pérez (* 2005), Fußballspielerin

## Sonstiges
- In San José hat der Interamerikanische Gerichtshof für Menschenrechte seinen Sitz.
- Die UCR gilt als die einzige Universität Mittelamerikas mit internationalem Standard (Nivél de Educación), ferner pflegt sie hervorragende Kontakte und Austauschprogramme zu deutschen Universitäten.
- San José ist mit der Ciudad Toyota von Purdy Motor Heimat des größten Autohauses Lateinamerikas.

## Städtepartnerschaften
- Taipeh, Republik China
- Managua, Nicaragua
- Miami-Dade County, Vereinigte Staaten
- San José, Vereinigte Staaten
- Kfar Saba, Israel
- Okayama, Japan
- Guadalajara, Mexiko

## Klimatabelle
|                       | Jan  | Feb  | Mär  | Apr  | Mai   | Jun   | Jul   | Aug   | Sep   | Okt   | Nov   | Dez  |   |         |
| Mittl. Tagesmax. (°C) | 23,4 | 23,9 | 25,1 | 25,7 | 26,1  | 25,7  | 24,9  | 25,2  | 25,8  | 25,4  | 24,2  | 23,4 | ⌀ | 24,9    |
| Mittl. Tagesmin. (°C) | 15,4 | 15,3 | 15,8 | 16,4 | 17,0  | 16,9  | 16,3  | 16,7  | 16,5  | 16,4  | 16,3  | 15,8 | ⌀ | 16,2    |
|                       |      |      |      |      |       |       |       |       |       |       |       |      |   |         |
| Niederschlag (mm)     | 9,1  | 5,4  | 12,0 | 43,8 | 222,0 | 282,6 | 208,1 | 252,2 | 325,0 | 326,0 | 139,1 | 40,3 | Σ | 1.865,6 |

| 15,4 |

| 15,3 |

| 15,8 |

| 16,4 |

| 17,0 |

| 16,9 |

| 16,3 |

| 16,7 |

| 16,5 |

| 16,4 |

| 16,3 |

| 15,8 |

| 15,4 |

| 15,3 |

| 15,8 |

| 16,4 |

| 17,0 |

| 16,9 |

| 16,3 |

| 16,7 |

| 16,5 |

| 16,4 |

| 16,3 |

| 15,8 |